# Bye Bye My BLUE SKY
〈Bye Bye My BLUE SKY〉는 우에하라 아즈미의 세 번째 싱글이다. 2002년 2월 20일 GIZA Studio에서 발매하였다.

## 개요
전작 싱글곡까지는 GARNET CROW의 멤버인 아즈키 나나와 공동으로 가사를 작성하고 주로 커플링 곡을 단독으로 작사했었으나, 이번 싱글곡부터 단독으로 작사를 맡았다.
작곡은 rumania montevideo의 멤버인 미요시 마코토가 담당하였다. (커플링 곡은 전작과 같이 카와시마 다리아가 담당하였다.) 편곡자는 전작과 같지만, 커플링 곡의 편곡에서는 GARNET CROW의 멤버이자 편곡가인 후루이 히로히토가 참가하였다.
TBS계열 버라이어티 프로그램《신(新)운난의 기분은 최상》의 엔딩테마곡으로 사용되었다.

## 수록곡
1. Bye Bye My BLUE SKY
작사：우에하라 아즈미 / 작곡：미요시 마코토 / 편곡：오시로 쿠론
2. Solitude
작사：우에하라 아즈미 / 작곡：카와시마 다리아 / 편곡：후루이 히로히토
3. Bye Bye My BLUE SKY ~M-oZ Hard AG mix~
작사：우에하라 아즈미 / 작곡：미요시 마코토 / 리믹스：M-oZ
4. Bye Bye My BLUE SKY ~night clubbers mix~
작사：우에하라 아즈미 / 작곡：미요시 마코토 / 리믹스：night clubbers
5. Bye Bye My BLUE SKY - Instrumental

## 차트 성적
- 최고순위 33위 (오리콘)